# Gamofobie
Gamofobie is een specifieke fobie voor het huwelijk of langdurige relaties. De naam is afkomstig van het Griekse γαμεῖν gameîn, trouwen of γάμος gámos, huwelijk en φόβος phóbos, angst/vrees.
Het komt wel vaker voor dat mensen zich zorgen maken bij het aangaan van een langdurige relatie, omdat dit doorgaans gepaard gaat met ingrijpende veranderingen van de levensstijl waaraan men was gewend. In het geval van gamofobie is de wil om te trouwen of samen te wonen wel aanwezig, maar zijn de onrust en angst zo sterk dat men het huwelijk of het samenwonen telkens uitstelt, ervan afziet of soms zelfs het contact met de partner verbreekt.
Er kunnen verschillende oorzaken zijn, bijvoorbeeld confrontatie met een slechte relatie (van zichzelf of van de ouders) of een sterke drang naar zelfstandigheid.